# Rosalie Zull
Rosalie Zull (* 29. September 1887 in Weigelsdorf als Rosalie Wallner; † 1. März 1971 in Tulln an der Donau) war eine österreichische Gewerkschaftssekretärin und Politikerin (SDAP). Zull war von 1922 bis 1923 Abgeordnete zum Burgenländischen Landtag.
Zull besuchte die Volksschule und war danach als Landarbeiterin und Käserin tätig. Sie heiratete 1914, ihr Gatte verstarb jedoch bereits 1918. Zull trat 1919 der sozialdemokratischen Landarbeiterorganisation bei und gehörte ab 1920 dem Landesvorstand Niederösterreich an. Zudem war sie bis 1921 im Sekretariat des Österreichischen Land- und Forstarbeiterverbandes der Landesorganisation Niederösterreich tätig und übersiedelte als Gewerkschaftssekretärin ins Burgenland. Sie engagierte sich auch dort in der Sozialdemokratischen Arbeiterpartei und war Mitglied des Landesparteivorstands und der Landesparteikontrolle. 1929 trat sie in den Dienst der Burgenländischen Landwirtschaftskrankenkasse, zwischen dem 15. Juli 1922 und dem 13. November 1923 war sie Abgeordnete zum Burgenländischen Landtag. Nach dem Verbot der Sozialdemokratischen Partei litt Zull 1934 unter politischer Verfolgung, nach dem Zweiten Weltkrieg war sie SPÖ-Gemeinderätin in Wullersdorf. Sie lebte ab 1958 im Bezirksrentenheim St. Leopold in Tulln. 